# Änterhake

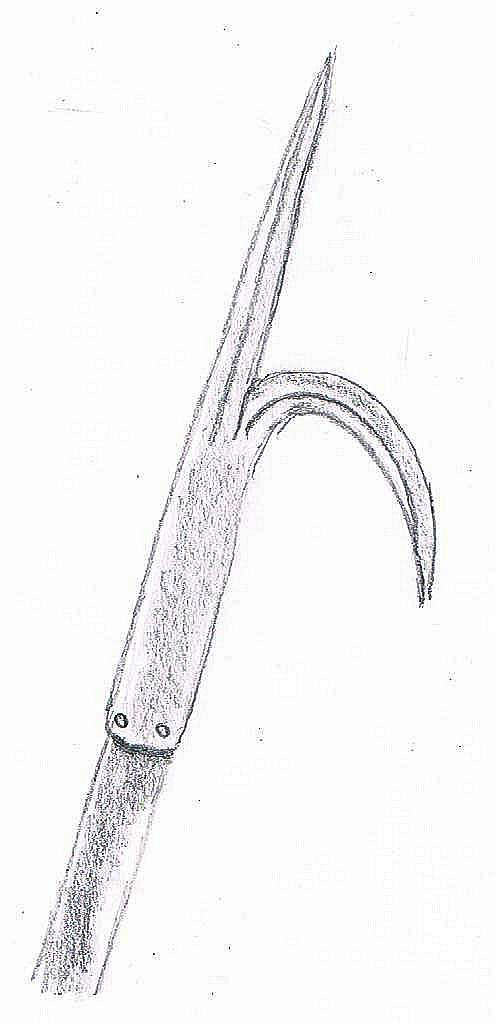
Änterhake.

Änterhake påminner om båtshake och är ett av många redskap som förr användes vid äntring av fientligt fartyg. Den är en stång som i änden har en böjd krok och en spets av metall. Kroken placerades över relingen och användes för att hålla fast eller dra in fiendefartyget. Änterhaken användes med spetsen även som änterpik för anfall och försvar.

## Andra äntringsverktyg
Andra redskap som användes vid äntring är till exempel änterdragg och änterbila.

### Änterdragg (änterkrok)
Änterdragg (av svenska försvarsmakten kallad änterkrok) är en flerarmad dragg. Oftast satt draggen fast i en bit kätting som i sin tur var fäst i en lång lina. Små, lätta änterdraggar kunde kastas in över det fientliga fartygets reling och hakade fast för hålla samman fartygen. Större, tyngre änterdraggar hanterades av manskap uppklättrade i riggen och svingades över den till det fientliga fartyget. 
Änterdraggen används även på land för att klättra in i byggnader eller över murar och bergssidor. Under Landstigningen i Normandie använde den amerikanska eltistyrkan US Rangers egenutvecklade änterdraggar som sköts upp för klipporna till Pointe du Hoc, där det batteri fanns som de skulle oskadliggöra.

### Änterbila (änteryxa)
Änterbila (änteryxa) hade en egg åt ena hållet och en pik åt det andra. Piken var avsedd att huggas fast i fartygssidans trä för att klättra på vilket underlättade äntringen, men kunde  också användas som vapen.

## Bilder

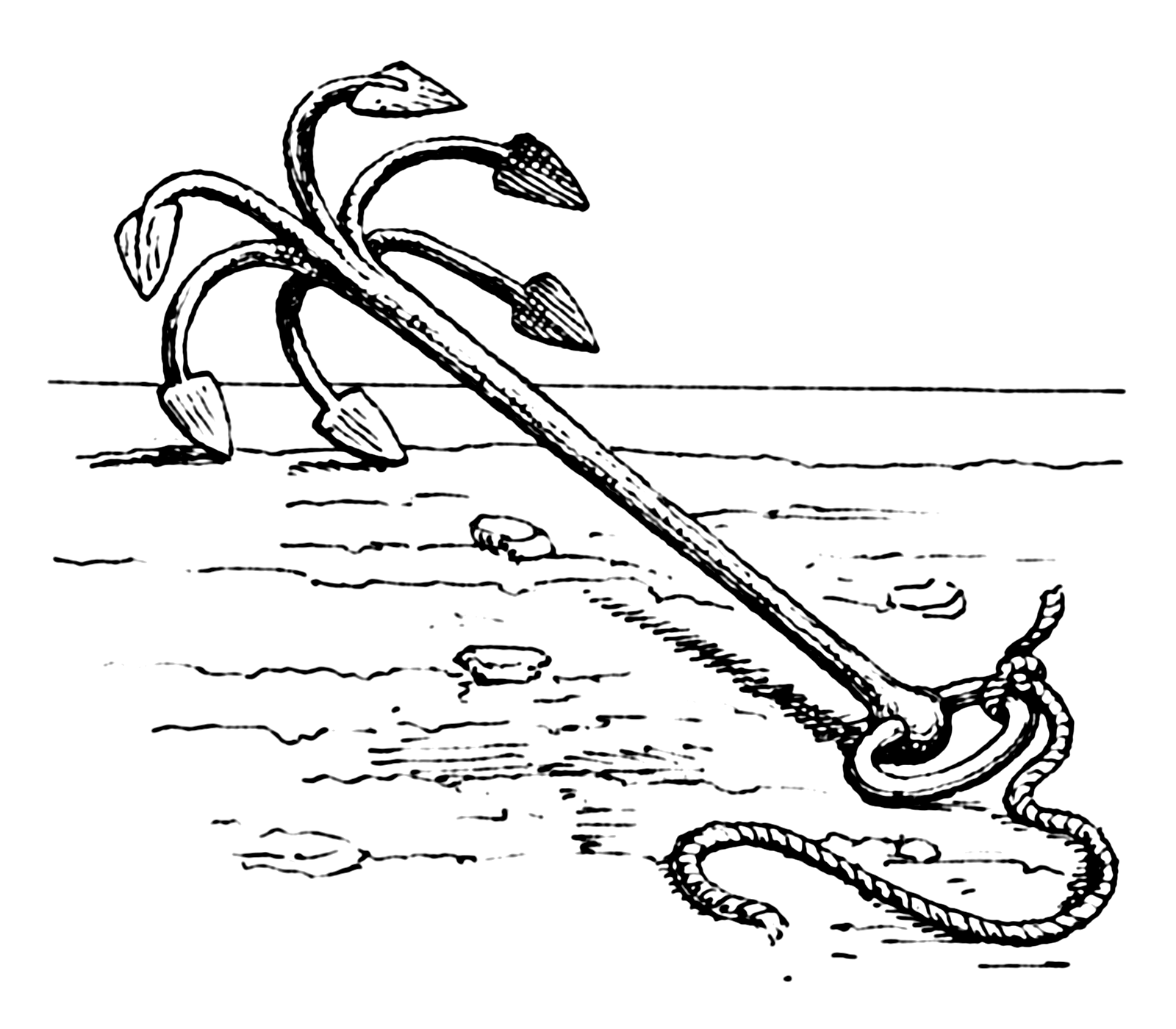
En skiss av en änterdragg.
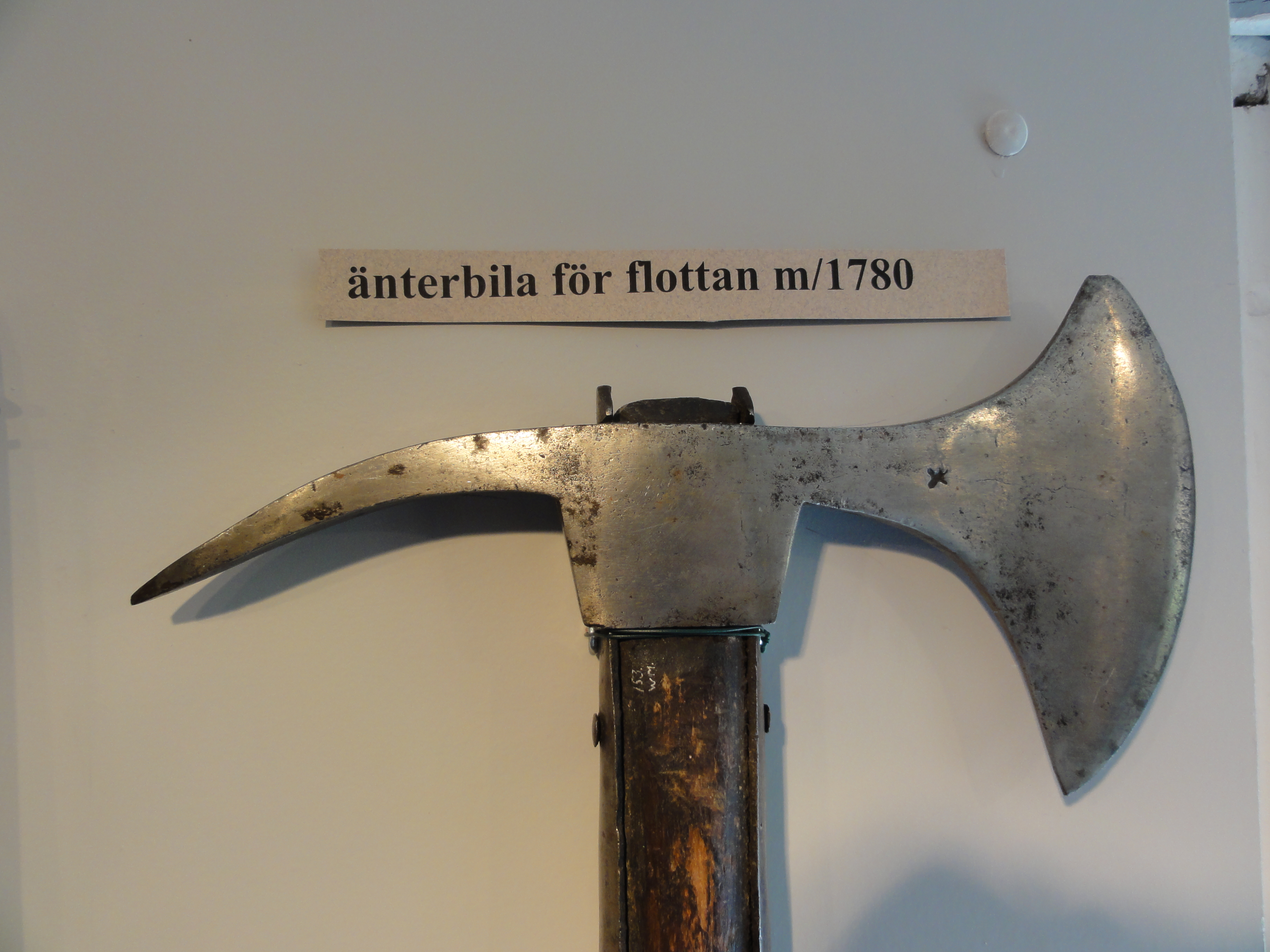
Änterbila till svenska flottan, m/1780.
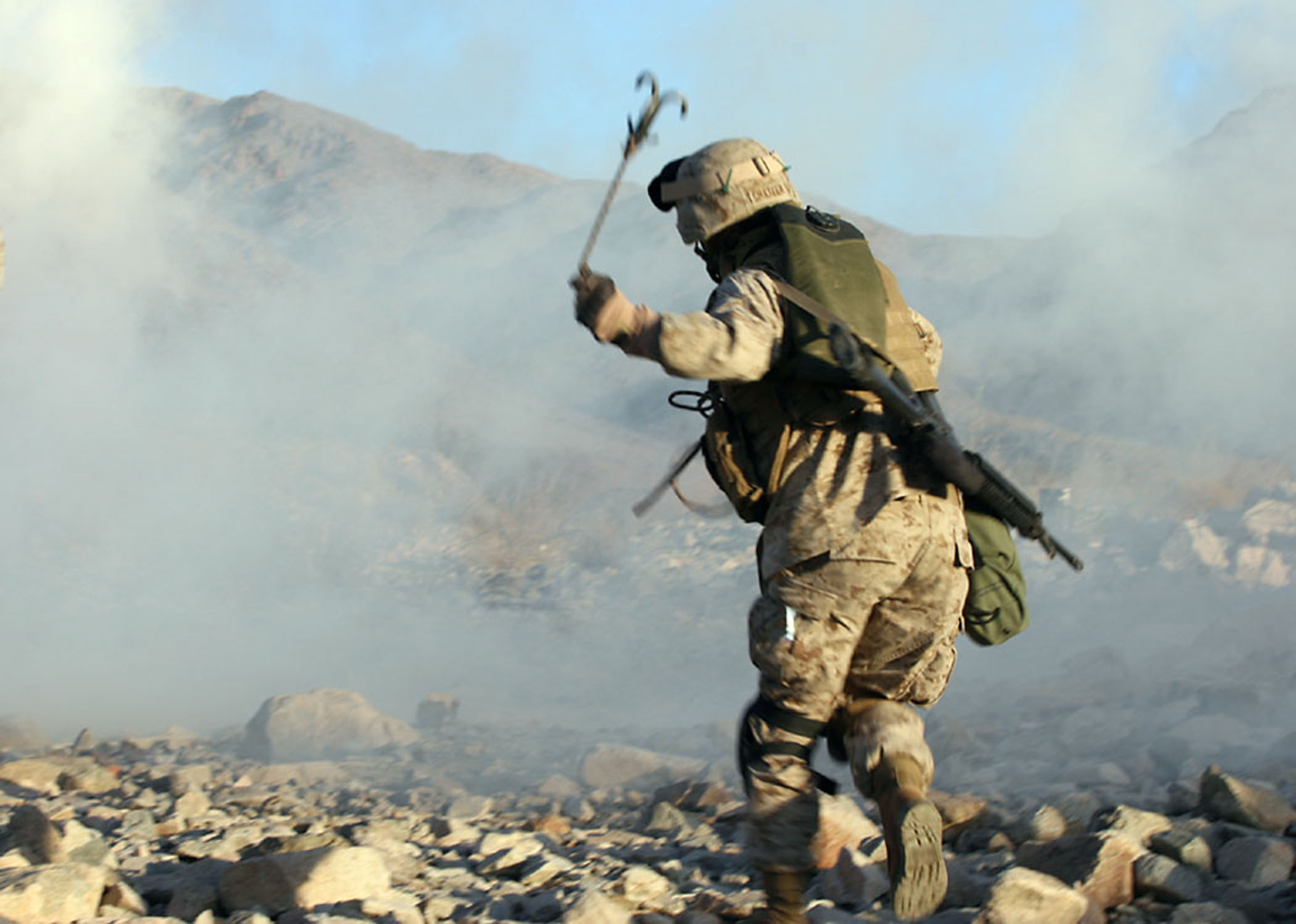
Änterdragg används av en amerikansk soldat.

### Fotnoter
1. ↑  ”Änterhake | SAOL | svenska.se”. https://svenska.se/saol/?sok=%C3%A4nterhake&pz=4. Läst 6 augusti 2021.
2. ↑  ”Hur använde man en änterdragg?”. www.sjohistoriska.se. Statens maritima och transporthistoriska museer. https://www.sjohistoriska.se/utforska/samlingar/samlarna/2012/hur-anvande-man-en-anterdragg. Läst 6 augusti 2021.
3. 1 2   Soldatreglemente för Soldaten i fält (SoldF), 2001 års utgåva M7742-100002. Soldaten i fält. Försvarsmakten (Sverige). sid. 292. https://www.forsvarsmakten.se/siteassets/4-om-myndigheten/dokumentfiler/publikationer/soldf.pdf. Läst 15 februari 2022